# Dolny Dunajec
Dolny Dunajec este o arie protejată (sit de importanță comunitară — SCI) din Polonia întinsă pe o suprafață de 1.293,94 ha, integral pe uscat.

## Localizare
Centrul sitului Dolny Dunajec este situat la coordonatele 50°01′24″N 20°53′31″E / 50.0234°N 20.892°E.

## Înființare
Situl Dolny Dunajec a fost declarat sit de importanță comunitară în octombrie 2009 pentru a proteja 9 specii de animale.

## Biodiversitate
Situată în ecoregiunea continentală, aria protejată conține 2 habitate naturale: Râuri de munte și vegetația erbacee de pe malurile acestora, Păduri aluvionare cu Alnus glutinosa și Fraxinus excelsior (Alno-Padion, Alnion incanae, Salicion albae).
La baza desemnării sitului se află mai multe specii protejate:
- amfibieni (2): buhai de baltă cu burta roșie (Bombina bombina), triton cu creastă (Triturus cristatus)
- mamifere (2): castor (Castor fiber), vidră de râu (Lutra lutra)
- nevertebrate (1): Unio crassus
- pești (4): avat (Aspius aspius), Barbus carpathicus, zglăvoacă (Cottus gobio), cicar (Lampetra planeri)